# Pavel Hak
Pavel Hak (ur. 1962 w Taborze) – francuski pisarz pochodzenia czeskiego.
Urodził się w roku 1962 w czeskim Taborze; od połowy lat 80. mieszka we Francji i tworzy w języku francuskim. Dwie spośród jego książek zostały wydane w języku czeskim.

## Twórczość
- Safari, Tristram, 2001
- Sniper, Tristram, 2002
- Lutte à mort, Tristram, 2004
- Trans, Seuil, 2006
- Warax, Seuil, 2009
- Vomito negro, Verdier, 2011

### W języku czeskim
- Vomito negro (2013, tłum. Jovanka Šotolová)[2]
- Warax (2019, tłum. Zdeněk Huml)[2]